# Neoplatyura digitata
Neoplatyura digitata är en tvåvingeart som först beskrevs av Donald Henry Colless 1966.  Neoplatyura digitata ingår i släktet Neoplatyura och familjen platthornsmyggor. Inga underarter finns listade i Catalogue of Life.